# Antonie Kamerling
Antonie Kamerling (Arnhem, 25 de agosto de 1966 – Zevenhoven, 6 de outubro de 2010) foi um ator neerlandês. Atuou em diversos filmes, entre eles O Exorcista - O Início, Domínio: Prequela de O Exorcista em um filme luso-húngaro-brasileiro Budapeste. Era casado com a atriz Isa Hoes. Sofrendo de depressão, cometeu suicídio, em outubro de 2010.